# Dominink Kossakowski
Dominink Kossakowski (lit. Domininkas Kosakovskis; * 1711; † 1743 in Litauen) war ein Vertreter der elften Generation der litauischen Linie von Kossakowski und Gründer der 35 km von Kaunas entfernt liegenden Stadt Jonava.

## Leben
Domininkas Kosakovskis war Beamter (sargybinis) und Gerichtssub-Ältestenschaftsleiter im Powiat Kaunas. Um 1740 baute er für sich einen Gutshof an der Neris und Varnaka und lebte dort. Zum Andenken seines Vaters Jonas Mykolas Kosakovskis gründete er Jonava.

## Familie
Domininkas war verheiratet mit Marijona Zabielaitė (1704–1776). Nach der Heirat wohnten sie im Gutshof Šilai (7 km von Jonava).
Seine vier Söhne (Mykolas, Antanas, Juozapas Kazimieras und Simonas) wurden einflussreiche Personen im Großfürstentum Litauen. Sie hatten auch eine Tochter Onutė.